# 공표 (후한)
공표(孔彪, 123년 ~ 171년)는 중국 후한 말기의 관료로 자는 원상(元上)이다.
그는 고대 중국 춘추 시대의 학자, 사상가이자 노나라의 문신이었던 공자의 19대손이다.
박릉태수를 지냈다.
그는 171년에 49세의 나이로 세상을 떠났다.
그의 묘비로는 《공표비(孔彪碑)》가 있다.